# CSS Governor Moore
El LSNS Governor Moore era un barco de vapor equipado como una goleta en la Armada de los Estados Confederados.
El Governor Moore había sido Charles Morgan de Southern S. S. Company, llamado así por el fundador de la empresa y construido en Nueva York en 1854 como un barco de vapor de navegación marítima con aparejo de goleta, baja presión y motor de viga. Fue apresada en Nueva Orleans, Luisiana por el general de brigada Mansfield Lovell, CSA, a mediados de enero de 1862 "para el servicio público". Como cañonera, rebautizada en honor al gobernador de Luisiana Thomas Overton Moore, su vástago fue reforzado para embestir con dos tiras de hierro de ferrocarril plano en la línea de flotación, atadas y atornilladas en su lugar, con barricadas de madera de pino y balas de algodón para proteger sus calderas, pero el Governor Moore nunca fue comisionado como barco en la Armada de los Estados Confederados.
El Governor Moore, el más grande de dos revestimientos de algodón similares propiedad y operado por el estado de Luisiana, estuvo al mando durante algún tiempo de la teniente Beverly Kennon, CSN, que entonces se desempeñaba como comandante en la Armada Provisional de Luisiana sin paga. Se distinguió en la batalla del 24 de abril de 1862, cuando el almirante David Farragut, USN, pasó por Fort Jackson y Fort St. Philip antes del amanecer en ruta para capturar Nueva Orleans. Después de un furioso intercambio de disparos rasantes, el Governor Moore embistió dos veces al USS Varuna, y un tercer empujón de otro ariete revestido (CSS Stonewall Jackson) obligó al Varuna a encallar. Luego, atacando al USS Cayuga, el Governor Moore se expuso al fuego de la mayor parte de la flotilla de la Unión. Con prácticamente toda su cesta superior disparada y 64 hombres muertos o moribundos, perdió el mando y se dirigió impotente a la orilla, donde su capitán, el piloto y un marinero le prendieron fuego. El Governor Moore explotó mientras ellos y otros tres supervivientes eran capturados por los barcos del USS Oneida para ser encarcelados a bordo del USS Colorado; dos tercios de las dos docenas o más de miembros de la tripulación escaparon a las marismas, el resto fue capturado por lanchas de otros barcos; nadie se ahogó.

## Galería

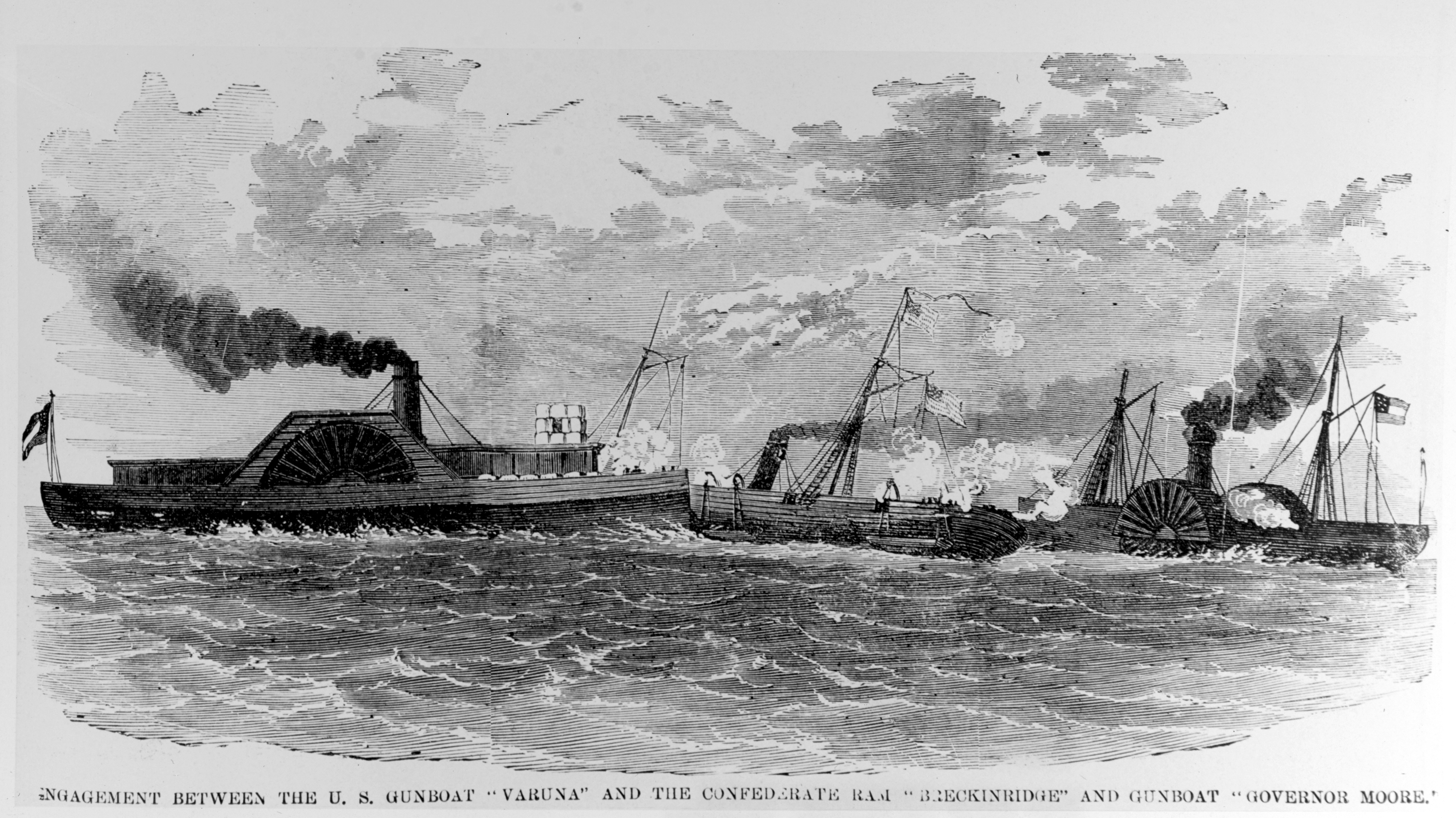
El CSS Governor Moore y el CSS Breckinridge en ataque al Varuna.
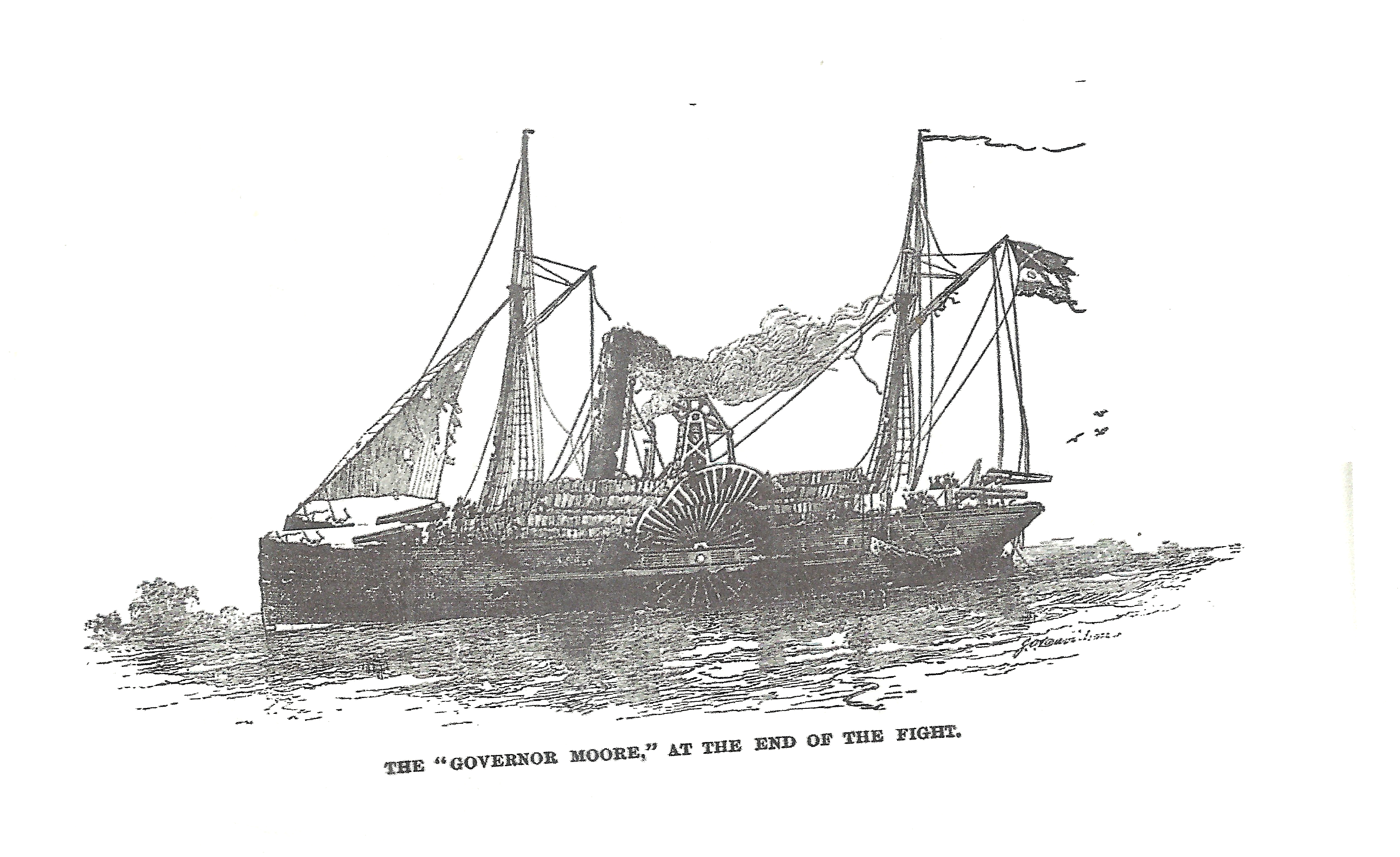
El Governor Moore luego de una pelea.

- Datos: Q5014298